# Kroatische Eishockeyliga 1997/98
Die Saison 1997/98 war die siebte Spielzeit der kroatischen Eishockeyliga, der höchsten kroatischen Eishockeyspielklasse. Meister wurde zum insgesamt dritten Mal in der Vereinsgeschichte der KHL Medveščak Zagreb.

## Modus
In der Hauptrunde absolvierte jede der vier Mannschaften insgesamt zwölf Spiele. Die beiden Erstplatzierten qualifizierten sich für das Meisterschaftsfinale. Für einen Sieg erhielt jede Mannschaft zwei Punkte, bei einem Unentschieden gab es einen Punkt und bei einer Niederlage null Punkte.

## Hauptrunde
|    | Klub                 | Sp | S  | U | N  | Tore   | Punkte |
| -- | -------------------- | -- | -- | - | -- | ------ | ------ |
| 1. | KHL Medveščak Zagreb | 12 | 10 | 1 | 1  | 86:39  | 21     |
| 2. | KHL Mladost Zagreb   | 12 | 8  | 1 | 3  | 131:46 | 17     |
| 3. | KHL Zagreb           | 12 | 5  | 0 | 7  | 68:65  | 10     |
| 4. | INA Sisak            | 12 | 0  | 0 | 12 | 29:164 | 0      |

Sp = Spiele, S = Siege, U = unentschieden, N = Niederlagen, OTS = Overtime-Siege, OTN = Overtime-Niederlage, SOS = Penalty-Siege, SON = Penalty-Niederlage

## Playoffs

### Spiel um Platz 3
- KHL Zagreb – INA Sisak 2:0 (7:0, 11:2)

### Finale
- KHL Medveščak Zagreb – KHL Mladost Zagreb 3:1 (3:4, 3:2, 4:1, 7:5)